# Sjanker

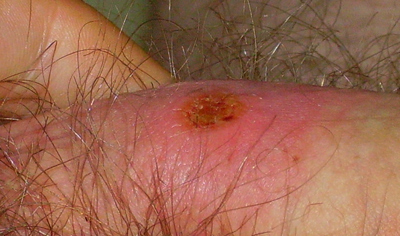
Harde sjanker aan de onderzijde van de penis

Een sjanker is een zweer (ulcus) die in het bijzonder aan de geslachtsorganen ontstaat. Dit gebeurt na geslachtsverkeer met een geïnfecteerde persoon. Men onderscheidt twee typen:
- De harde sjanker (ulcus durum). Deze vorm is de eerste uiting van syfilis (het primair affect), die ontstaat op de plaats waar de bacteriële verwekkers van syfilis het eerst de huid of slijmvliezen binnengedrongen zijn. Eerst ontstaat een hard knobbeltje, en deze gaat over in een scherp begrensde zweer waarvan het midden een wat gelig beslag heeft. Het is niet pijnlijk en geneest zonder littekenvorming, echter is genezing niet makkelijk. Naast de geslachtsorganen kan de zweer ook op de lippen, keel of anus voorkomen.
- De weke sjanker (ulcus molle), ook wel zachte of malse sjanker. Dit is niet een symptoom van een ziekte zoals de harde sjanker is, maar een ziekte op zichzelf, verwekt door de Haemophilus ducreyi. De aandoening is plaatselijk waarbij meerdere zweertjes ontstaan, en geneest snel en gemakkelijk. Een bijverschijnsel is dat de lymfeklieren in de liezen erg pijnlijk zijn.